# Louis-Messidor-Lebon Petitot
Louis-Messidor-Lebon Petitot (Paris, 23 de junho de 1794 — Paris, 1862) foi um escultor francês. Foi discípulo e enteado do escultor Pierre Cartellier.
Foi vencedor do Prêmio de Roma e na capital italiana permaneceu entre 1815 e 1819, estudando na divisão local da Académie des Beaux-Arts da França, a Académie de France à Rome, instituição que o recebeu como membro em anos posteriores. Voltando a Paris, empregou-se com Cartellier, que na época estava envolvido na realização de uma estátua eqüestre de Luís XIV que deveria ser instalada no Palácio de Versalhes, como parte das celebrações da restauração Bourbon. Cartellier morreu antes de terminar o trabalho, deixando pronto apenas o modelo do cavalo, e Petitot encarregou-se de terminar a encomenda, inaugurada em 1817.
Participou diversas vezes do Salão de Paris, onde apresentou obras como um busto de Claude de Forbin e o Jovem caçador picado por uma serpente, cuja qualidade lhe valeu um convite para criar uma estátua de Luís XIV para ser colocada na Praça de São Salvador em Caen, substituindo uma outra que havia sido destruída na Revolução Francesa. A inauguração se deu em 1828 e a obra foi tão apreciada que tanto o escultor como o fundidor foram agraciados com a Legião de Honra. Criou ainda o túmulo de Cartellier, que foi incluído na lista de monumentos históricos franceses em 1990.